# Armor Magazine
Pour les articles homonymes, voir Armor (homonymie).
Armor Magazine était un magazine mensuel d'informations sur la Bretagne, en circulation entre 1969 et 2011.

## Histoire
Armor Magazine est lancé par Yann Poilvet en mars 1969.
En 1977, Armor Magazine lance le Prix du Breton de l'année. Le premier lauréat est Yves Rocher. Le dernier prix décerné en 2010 l'a été à Philippe Abjean, l'initiateur de la Vallée des Saints où des statues monumentales en granit breton jalonnent le site de Keranquillec à Carnoët.
En 2001, Anne-Edith Poilvet, fille de Yann Poilvet, devient rédactrice en chef et directrice de la publication. La même année, le magazine introduit ses pages spéciales sur les Bretons du monde (Horizons Bretons).
En 2009, le magazine annonce une refonte de sa maquette et de son site internet. Le magazine enregistre alors un CA annuel de 450 000 euros hors-abonnés (22 000 abonnés en 2009),. Le 500e et dernier numéro de Armor Magazine paraît le 30 août 2011 (parution septembre 2011). Anne-Edith Poilvet explique que la situation financière du magazine se dégradait, et a préféré fermer boutique au lieu d'affronter une débâcle.

## Ligne éditoriale
Titre de presse généraliste, il couvrait l'actualité des cinq départements bretons et de sa diaspora : politique, économie, culture, sports, gastronomie, etc. Dans un constant souci d'objectivité, il donnait la parole aux femmes et aux hommes qui faisaient l'Armorique d'aujourd'hui avec la volonté d'affirmer une identité bretonne forte.   
Armor Magazine était un partenaire actif de l'actualité bretonne. Chaque mois, outre ses chroniques régulières, il consacrait un cahier spécial à une cité ou à un pays et un dossier thématique à un domaine économique. Armor Magazine donnait également la parole aux Bretons de l'extérieur : son supplément Horizons Bretons représentait un lien avec les Bretons dispersés dans le monde entier. Poilvet était vice-président de l'association Bretagne-Irlande, et le magazine s'intéressait aussi à la culture et aux actualités irlandaises. 
Le magazine était partenaire de l'Agence Bretagne Presse et ne bénéficiait pas de subventions publiques. 

## Équipe éditoriale
Son comité de rédaction a été composé des personnes suivantes : Yann Poilvet, Morvan Duhamel, Ronan Le Flécher, Anne-Edith Poilvet, Hervé Le Borgne, Pierrick Hamon, Jacques Lescoat, Yannick Pelletier, Eric Pianezza Le Page, Jean-Marc Sochard, Yann Brekilien (1920-2009).
Les personnes suivantes ont contribué à l'éditorial du magazine : Fañch Broudig, Thierry Jigourel, Yann Guenegou, Jean Cevaer, Christine Delattre, Pierre Fenard, Gwenola Besrechel, Xavier Eveillé, Louis Gildas, Fabrice Grossi, Garmenig Ihuellou, Christiane Kerboul, Sylvie Le Moël, Jean Pierre Le Mat, Octave Lostie, Per Le Moine, Laurent Renault, Tugdual Ruellan.